# Kutorejo (Pandaan)
Kutorejo is een bestuurslaag in het regentschap Pasuruan van de provincie Oost-Java, Indonesië. Kutorejo telt 5742 inwoners (volkstelling 2010).